# Melaloncha lamellata
Melaloncha lamellata är en tvåvingeart som beskrevs av Borgmeier 1934. Melaloncha lamellata ingår i släktet Melaloncha och familjen puckelflugor.
Artens utbredningsområde är Bolivia. Inga underarter finns listade i Catalogue of Life.